# Ed Trevelyan
Edward Norman „Ed” Trevelyan  (ur. 14 sierpnia 1955 w San Pedro w Los Angeles) – amerykański żeglarz sportowy. Złoty medalista olimpijski z Los Angeles.
Zawody w 1984 były jego jedynymi igrzyskami olimpijskimi i zwyciężył w klasie Soling. Załogę tworzyli również Robbie Haines i Rod Davis. Wcześniej, w 1979, zostali mistrzami świata w tej konkurencji.